# Брускинська сільська рада
Бру́скинська сільська́ ра́да — адміністративно-територіальна одиниця та орган місцевого самоврядування в Великоолександрівському районі Херсонської області. Адміністративний центр — село Брускинське.

## Загальні відомості
Брускинська сільська рада утворена в 1906 році.
- Територія ради: 5,52 км²
- Населення ради: 1 044 особи (станом на 2001 рік)

## Населені пункти
Сільській раді були підпорядковані населені пункти:
- с. Брускинське
- с. Безводне
- с. Іщенка
- с. Костромка

## Склад ради
Рада складалася з 14 депутатів та голови.
- Голова ради: Дорошенко Андрій Олексійович
- Секретар ради: Фролова Людмила Миколаївна

### Керівний склад попередніх скликань
| Прізвище, ім'я, по батькові  | Основні відомості                                                                       | Дата обрання | Дата звільнення |
| ---------------------------- | --------------------------------------------------------------------------------------- | ------------ | --------------- |
| Милета Володимир Миколайович | Сільський голова, 1946 року народження, безпартійний                                    | 26.03.2006   | 31.10.2010      |
| Дорошенко Андрій Олексійович | Сільський голова, 1985 року народження, освіта середня спеціальна, член Партії регіонів | 31.10.2010   |                 |

Примітка: таблиця складена за даними сайту Верховної Ради України

### Депутати
За результатами місцевих виборів 2010 року депутатами ради стали:

#### За суб'єктами висування
| Суб'єкт висування                                       | Кількість обраних депутатів | %    |
| ------------------------------------------------------- | --------------------------- | ---- |
| Політична партія Всеукраїнське об'єднання «Батьківщина» | 7                           | 50   |
| Партія регіонів                                         | 4                           | 28,6 |
| Партія Християнсько-Демократичний Союз                  | 3                           | 21,4 |

#### За округами
| № округу                                                | Прізвище, ім'я, по батькові      | Дата визнання обраним | Освіта  | Партійна приналежність                        | Відомості про обраного депутата                  |
| ------------------------------------------------------- | -------------------------------- | --------------------- | ------- | --------------------------------------------- | ------------------------------------------------ |
| Партія регіонів                                         |                                  |                       |         |                                               |                                                  |
| 1                                                       | Бунякова Катерина Михайлівна     | 02.11.2010            | середня | член Партії регіонів                          | тимчасово не працює                              |
| 3                                                       | Фролова Людмила Миколаївна       | 02.11.2010            | вища    | член Партії регіонів                          | Брускинська сільська рада, секретар              |
| 6                                                       | Чхало Сергій Васильович          | 26.12.2010            | вища    | член Партії регіонів                          | Іщенська загальноосвітня школа І-ІІ ст., завуч   |
| 10                                                      | Братчикова Таміла Анатоліївна    | 02.11.2010            | середня | член Партії регіонів                          | підприємець                                      |
| Партія Християнсько-Демократичний Союз                  |                                  |                       |         |                                               |                                                  |
| 2                                                       | Каурова Світлана В'ячеславівна   | 02.11.2010            | середня | член Партії Християнсько-Демократичний Союз   | тимчасово не працює                              |
| 7                                                       | Лук'яненко Микола Борисович      | 02.11.2010            | середня | член Партії Християнсько-Демократичний Союз   | товаровиробник                                   |
| 13                                                      | Мовчан Анна Анатоліївна          | 02.11.2010            | середня | член Партії Християнсько-Демократичний Союз   | тимчасово не працює                              |
| Політична партія Всеукраїнське об'єднання «Батьківщина» |                                  |                       |         |                                               |                                                  |
| 4                                                       | Задонський Леонід Володимирович  | 02.11.2010            | середня | член Всеукраїнського об'єднання «Батьківщина» | тимчасово не працює                              |
| 5                                                       | Кагарлицька Валентина Миколаївна | 02.11.2010            | середня | член Всеукраїнського об'єднання «Батьківщина» | тимчасово не працює                              |
| 8                                                       | Мороз Людмила Олексіївна         | 02.11.2010            | середня | член Всеукраїнського об'єднання «Батьківщина» | тимчасово не працює                              |
| 9                                                       | Багрій Микола Миколайович        | 02.11.2010            | середня | член Всеукраїнського об'єднання «Батьківщина» | опалювач                                         |
| 11                                                      | Спекторук Олег Георгійович       | 02.11.2010            | вища    | член Всеукраїнського об'єднання «Батьківщина» | тимчасово не працює                              |
| 12                                                      | Гура Тетяна Леонідівна           | 02.11.2010            | середня | член Всеукраїнського об'єднання «Батьківщина» | Іщенська загальноосвітня школа І-ІІ ст., вчитель |
| 14                                                      | Гора Інна Володимирівна          | 02.11.2010            | середня | член Всеукраїнського об'єднання «Батьківщина» | тимчасово не працює                              |